# Pterygiosperma
Pterygiosperma là chi thực vật có hoa trong họ Cải.